# 圣夏尔德佩尔西
圣夏尔德佩尔西（法語：Saint-Charles-de-Percy，法語發音：[sɛ̃ ʃaʁl də pɛʁsi] ⓘ）是法国卡尔瓦多斯省的一个旧市镇，属于维尔区。2016年，圣夏尔德佩尔西与临近的13个市镇合并为新市镇瓦尔达利耶尔。

## 地理
圣夏尔德佩尔西（48°55'29"N, 0°47'19"W）面积6.61 平方千米，位于法国诺曼底大区卡爾瓦多斯省，该省份为法国西北部沿海省份，北濒大西洋英吉利海峡，东北与滨海塞纳省以海上边界相接，东临厄尔省，南至奧恩省，西与芒什省接壤。
与圣夏尔德佩尔西接壤的市镇（或旧市镇、城区）包括：博略、勒贝尼博卡日、勒代塞尔、蒙尚、蒙绍韦、普雷勒、苏勒夫尔昂博卡日。
圣夏尔德佩尔西的时区为UTC+01:00、UTC+02:00（夏令时）。

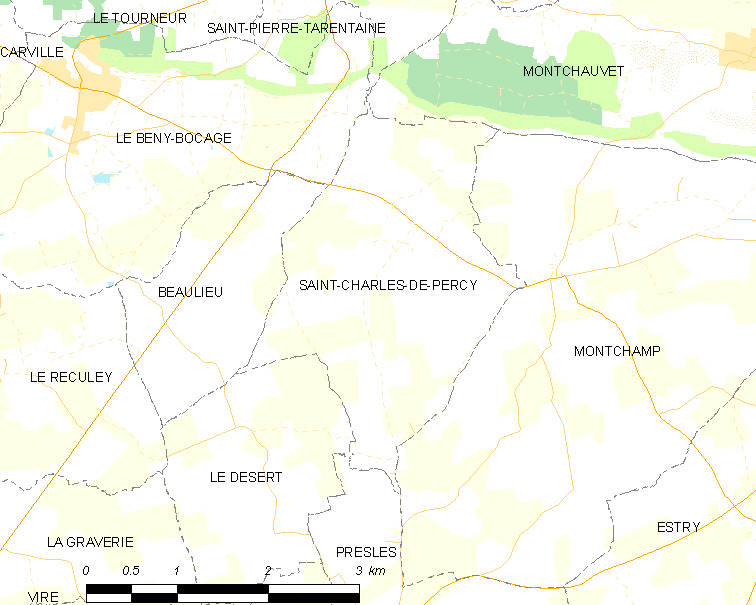
圣夏尔德佩尔西的OSM定位图

## 行政
圣夏尔德佩尔西的邮政编码为14350，INSEE市镇编码为14564。

## 政治
圣夏尔德佩尔西所属的省级选区为诺曼底地区孔代县。

## 人口

1962-2008年间圣夏尔德佩尔西人口变化图示

圣夏尔德佩尔西于2018年1月1日时的人口数量为199人。